# Kellfaktor (Technik)
Der Kellfaktor, auch als K-Faktor bezeichnet, ist im Bereich der Rastergrafiken, und davon abgeleitet in der Videotechnik und Fernsehtechnik, ein experimentell ermittelter Faktor, der angibt, um wie viel höher ein abgetastetes Bildsignal von einem Bildsensor minimal sein muss, um bei Bildanzeigegeräten wie einem Monitor mit diskreten Bildpunkten (Pixel) Stördarstellungen infolge von Schwebung zu minimieren. Er liegt im Wertebereich zwischen 0,5 und 1. Der Wert 0,5 entspricht genau der Abtastung mit der Nyquist-Frequenz (halben Abtastfrequenz), der obere Grenzwert von 1 entspricht der Abtastfrequenz. Er wird durch praktische Versuche ermittelt und möglichst klein gewählt, um bei gegebener Bandbreite des Bildsignals im diskreten System die nötige Anzahl von Pixel pro Zeitspanne zu minimieren. Signaltheoretisch beschreibt der Kellfaktor eine Art von Unterabtastung.
Der Kellfaktor ist benannt nach Raymond Davis Kell, der in den 1930er Jahren bei Radio Corporation of America (RCA) erste Experimente dazu durchführte und einen experimentellen Wert von 0,64 ermittelte. Allerdings gelang es Kell dabei nicht, seinen experimentellen Aufbau nachvollziehbar zu beschreiben. Die spätere publizierte Arbeit von Raymond Kell gemeinsam mit seinen Kollegen A. Bedford und G. Fredendall im Jahr 1940 kommt zu einem Faktor von 0,85.
Bei Darstellunggeräten mit fixen Pixeln, wie Flüssigkristallanzeigen (LCD-Monitor) und CCD-Sensoren als Bildaufnahmegerät kann ein vergleichsweise hoher Kellfaktor um 0,9 nötig sein, um eine annähernd störungsfreie Darstellung zu erlauben. Digitales High Definition Television (HDTV) arbeitet generell mit einem Kellfaktor von 0,9. Bei Kathodenstrahlröhren, wie sie früher in Fernsehgeräten und bei analogen Fernsehübertragungsverfahren eingesetzt wurden, ist ein Kellfaktor von 0,7 ausreichend.

## Allgemeines

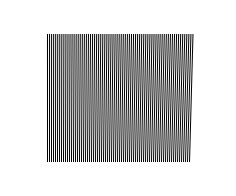
Rasterbild von vertikalen weißen und schwarzen Linien mit einem Kellfaktor von 0,5

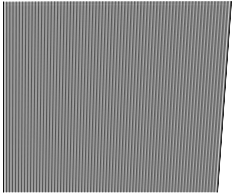
Rasterbild von vertikalen weißen und schwarzen Linien mit einem Kellfaktor von 0,66

Wird ein Signal mit einer Abtastfrequenz mindestens doppelt so hoch wie die höchsten Spektralanteile im Signal abgetastet, ist gemäß dem Nyquist-Shannon-Abtasttheorem immer eine fehlerfreie Rekonstruktion des kontinuierlichen Signalverlaufs aus den diskreten Einzelwerten möglich. Dieser Fall entspräche einem Wert von 1 oder mehr des Kellfaktors, der in diesem Fall aber keine Reduktion der Anzahl der Pixel pro Zeitspanne entspricht, weshalb Werte von 1 und größer keine Bedeutung haben. Das Ziel ist, die Anzahl der nötigen Pixel pro Zeitspanne bei gleicher Bandbreite zu minimieren, womit nur Werte kleiner 1 von Bedeutung sind.
Bei einem Kellfaktor kleiner als 0,5, dies entspricht einer Abtastfrequenz, die kleiner als die obersten Spektralanteile im Signal ist, kommt es zum Auftreten von Spiegelfrequenzen oder Aliasing, die eine korrekte Rekonstruktion unmöglich machen.
Im Bereich von 0,5 bis 1, dem Bereich, in dem der konkrete Kellfaktor gewählt werden kann, treten infolge der Phasenlage des Bildsignals in Relation zur Phasenlage der Abtastfrequenz Überlagerungseffekte auf, die sich als eine Schwebung bemerkbar machen. Je nach Bildinhalt und Art der Darstellungsgeräte sind diese Störungen unterschiedlich. Als Beispiel dient nebenstehendes Bild, das aus abwechselnd weißen und schwarzen vertikalen Linien besteht, somit dessen obere Grenzfrequenz genau der Abtastfrequenz entspricht, was gleich einem Kellfaktor von 0,5 ist. Die vertikalen Linien im Bild sind gegen den rechten Bildrand hin leicht geneigt, wodurch es zu unterschiedlichen Phasenlagen in Bezug zu den exakt vertikalen Abtastpunkten kommt. Durch diese Neigung kommt es zu einer Schwebung, die sich als Mischung, in diesem Fall sind dies graue Bereiche, unterschiedlicher Form ausbilden. Da diese grauen Bereiche nicht Teil des ursprünglichen Bildinhaltes sind, wirken sie als Störung. Bei einem Kellfaktor von 0,66, in zweiter Abbildung dargestellt, sind diese Störungen zwar noch vorhanden, aber deutlich schwächer. Dies entspricht der Abwägung zwischen einer Reduktion der Anzahl der Pixel einerseits und andererseits möglichst geringen Störungen.
Die Bildstörungen infolge eines zu niedrig gewählten Kellfaktors sind ähnlich wie Bildstörungen bei dem Moiré-Effekt, damit aber nicht zu verwechseln.